# Nickelodeon Kids' Choice Awards 2009

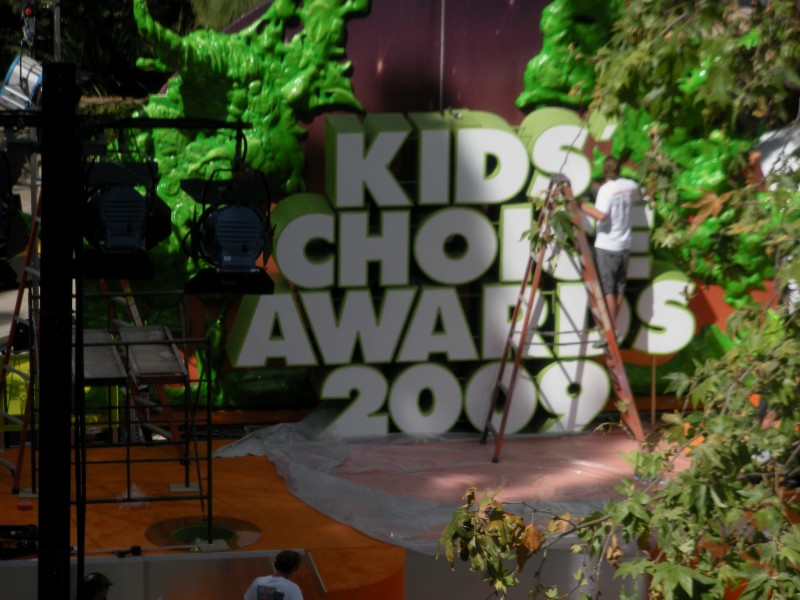
Kids' Choice Awards 2009

De Nickelodeon Kids' Choice Awards 2009 werden gehouden op 28 maart 2009 om 20.00 uur Amerikaanse tijd in het Nell and John Wooden Court van het Pauley Pavilion. Dwayne Johnson presenteerde het evenement, dat langer dan twee uur duurde. Er kon gestemd worden vanaf 2 maart 2009. Optredens en presentatoren waren al bekend op de officiële website. Er werden 90 miljoen stemmen geteld.

## Bijzonderheden
Het programma werd bekeken door 228 miljoen huishoudens verspreid over 50 Nickelodeon-kanalen in heel de wereld. In de Verenigde Staten keken er meer dan 7,7 miljoen mensen.
Presentatoren die onder andere de prijzen aankondigden en uitreikten waren Miranda Cosgrove, America Ferrera, Cameron Diaz, Zac Efron, Hugh Jackman, George Lopez, Keke Palmer, Queen Latifah, Amy Poehler, Ben Stiller, Alex Wolff, Nat Wolff, Josh Peck, Sandra Bullock, Victoria Justice, Jennette McCurdy, Nathan Kress en John Cena.
Optredens werden verzorgd door:
- Jonas Brothers - Hoofdprogramma - "SOS"/"Burnin' Up"
- Pussycat Dolls - Hoofdprogramma - "Jai Ho! (You Are My Destiny)"/"When I Grow Up"

Slime-stunts van de KCA 2009: Sandra Bullock, Will Ferrell, Hugh Jackman, Dwayne Johnson, Jonas Brothers en Jesse McCartney
De commentator van de KCA 2009 was Tom Kenny.
Speciale gasten tijdens de KCA 2009 waren:
- Justin Timberlake, die Dwayne Johnson leerde hoe te moeten dansen (in een reclameboodschap)
- Jesse McCartney, die de deuren opende voor Dwayne Johnson
- Miranda Cosgrove, die Dwayne Johnson hielp de codes en de 'blimps' te krijgen

## Nominaties en winnaars
| Filmprijzen                         | Filmprijzen                                          | Filmprijzen                              | Filmprijzen                            | Filmprijzen                                     |
| Prijs                               | Winnaar                                              | Verliezers                               | Verliezers                             | Verliezers                                      |
| ----------------------------------- | ---------------------------------------------------- | ---------------------------------------- | -------------------------------------- | ----------------------------------------------- |
| Favoriete film                      | High School Musical 3: Senior Year                   | Bedtime Stories                          | The Dark Knight                        | Iron Man                                        |
| Favoriete animatiefilm              | Madagascar: Escape 2 Africa                          | Bolt                                     | Kung Fu Panda                          | WALL•E                                          |
| Favoriete stem uit een animatiefilm | Jack Black (Po, Kung Fu Panda)                       | Jim Carrey (Horton, Horton Hears a Who!) | Miley Cyrus (Penny, Bolt)              | Ben Stiller (Alex, Madagascar: Escape 2 Africa) |
| Favoriete mannelijke filmster       | Will Smith (Hancock)                                 | Jim Carrey (Yes Man)                     | George Lopez (Beverly Hills Chihuahua) | Adam Sandler (Bedtime Stories)                  |
| Favoriete vrouwelijke filmster      | Vanessa Hudgens (High School Musical 3: Senior Year) | Jennifer Aniston (Marley & Me)           | Anne Hathaway (Get Smart)              | Reese Witherspoon (Anywhere But Home)           |

| Muziekprijzen                | Muziekprijzen           | Muziekprijzen                | Muziekprijzen                  | Muziekprijzen |
| Prijs                        | Winnaar                 | Verliezers                   | Verliezers                     | Verliezers    |
| ---------------------------- | ----------------------- | ---------------------------- | ------------------------------ | ------------- |
| Favoriete lied               | Single Ladies (Beyoncé) | I Kissed a Girl (Katy Perry) | Don't Stop The Music (Rihanna) |               |
| Favoriete muziekgroep        | Jonas Brothers          | Pussycat Dolls               | Linkin Park                    | Daughtry      |
| Favoriete mannelijke zanger  | Jesse McCartney         | Kid Rock                     | T-Pain                         |               |
| Favoriete vrouwelijke zanger | Miley Cyrus             | Beyoncé                      | Alicia Keys                    | Rihanna       |

| Televisieprijzen       | Televisieprijzen                              | Televisieprijzen            | Televisieprijzen                    | Televisieprijzen                             |
| Prijs                  | Winnaar                                       | Verliezers                  | Verliezers                          | Verliezers                                   |
| ---------------------- | --------------------------------------------- | --------------------------- | ----------------------------------- | -------------------------------------------- |
| Favoriete TV Show      | iCarly                                        | Zoey 101                    | Hannah Montana                      | The Suite Life of Zack & Cody                |
| Favoriete Cartoon      | SpongeBob SquarePants                         | The Fairly OddParents       | The Simpsons                        | Phineas and Ferb                             |
| Favoriete Reality Show | American Idol                                 | Deal or No Deal             | Are You Smarter Than a 5th Grader?  | America's Next Top Model                     |
| Favoriete TV-Actrice   | Selena Gomez (Wizards of Waverly Place)       | Miranda Cosgrove (iCarly)   | America Ferrera (Ugly Betty)        | Miley Cyrus (Hannah Montana)                 |
| Favoriete TV Acteur    | Dylan Sprouse (The Suite Life of Zack & Cody) | Jason Lee (My Name Is Earl) | Nat Wolff (The Naked Brothers Band) | Cole Sprouse (The Suite Life of Zack & Cody) |

| Sportprijzen                  | Sportprijzen   | Sportprijzen   | Sportprijzen    | Sportprijzen   |
| Prijs                         | Winnaar        | Verliezers     | Verliezers      | Verliezers     |
| ----------------------------- | -------------- | -------------- | --------------- | -------------- |
| Favoriete mannelijke sporter  | Peyton Manning | Tiger Woods    | Michael Phelps  | LeBron James   |
| Favoriete vrouwelijke sporter | Candace Parker | Danica Patrick | Serena Williams | Venus Williams |

| Overige prijzen      |                                    |                                      |                                                         |                                          |
| Prijs                | Winnaar                            | Verliezers                           | Verliezers                                              | Verliezers                               |
| Favoriete Video Game | Guitar Hero World Tour             | Mario Kart Wii                       | Mario Super Sluggers                                    | Rock Band 2                              |
| Favoriete Boek       | Twilight series, (Stephenie Meyer) | Harry Potter series, (J. K. Rowling) | Diary of a Wimpy Kid Do-It-Yourself Book, (Jeff Kinney) | Diary of a Wimpy Kid, (Jeff Kinney)      |
| Beste Boer           | Rico                               | SpongeBob SquarePants                | Patrick Star Bessie Higgenbottom                        | Poof and Timmy Turner Otis, Pip, and Pig |
| Big Green Help Award | Leonardo DiCaprio                  |                                      |                                                         |                                          |